# Ардебиль (остан)
Ардеби́ль (перс. اردبیل‎ — Ardabil, также Ардабил; старое название Артавиль; азерб. Ərdəbil / اردبیل) — один из 31 останов Ирана. Находится на севере страны, граничит с Азербайджаном и иранскими останами — Восточный Азербайджан, Зенджан и Гилян. Административный центр — город Ардебиль. Остан был организован в 1993 году из восточной части остана Восточный Азербайджан (большая часть) и северной части остана Гилян. Площадь — 17 800 км². Население — 1 228 155 человек (2006). Большинство населения составляют азербайджанцы.

## История

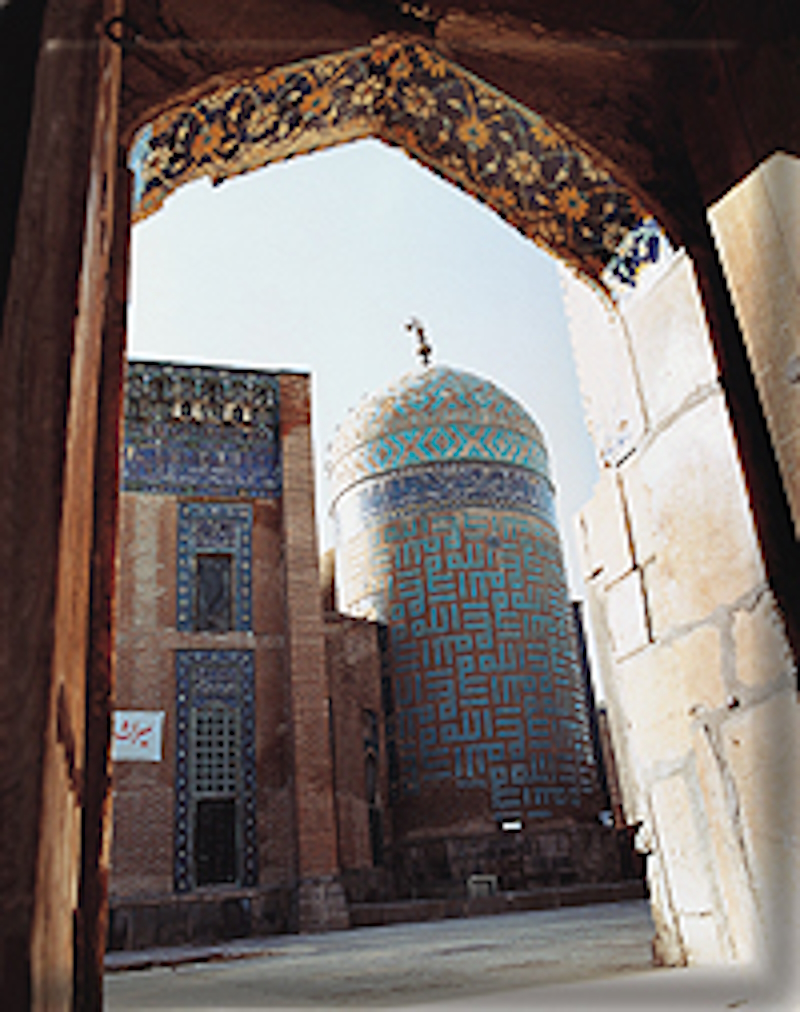
Мавзолей шейха Сефи ад-Дина

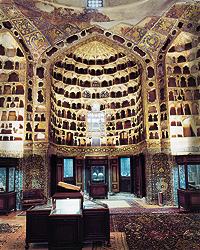
Музей в Ардебиле

Остан Ардебиль был выделен в 1990-x при разукрупнении остана Азербайджан, что вызвало сильные протесты азербайджанцев. 

## География
Крупнейшим озером остана Ардебиль является озеро Ноур. На западе остана возле города Сарейн расположено множество горячих источников, привлекающих большое количество туристов.

## Административное деление
Провинция делится на 12 шахрестанов:
1. Ангут[англ.]
2. Ардебиль
3. Асландуз[англ.]
4. Биле-Сёвер
5. Герми
6. Коусар
7. Мешгиншехр
8. Намин
9. Нир
10. Парсабад
11. Сарейн
12. Хельхаль

## Культура
Остан Ардебиль известен мавзолеем Сефи ад-Дина времён династии Сефевидов. В Ардебиле сохранился замечательные по планировке и богатству убранства архитектурный комплекс (XVI—XVII века) мавзолея шейха Сефи: большой сад (длина 120 м) с портальным входом (1648, отделка выполнена мастером Исмаилом из Ардебиля); малый двор, ведущий в большой двор с 8-угольной мечетью (XIII век) и прямоугольной поминальной мечетью, к которой примыкают цилиндрический купольный мавзолей шейха Сефи со сплошной узорной поливной облицовкой и 8-угольное здание Чини-хане (хранилище фарфора).